# 洪水の前 (映画)
『洪水の前』(こうずいのまえ、フランス語: Avant le déluge)は、アンドレ・カイヤットが監督した1954年のフランス映画である。1954年のカンヌ映画祭に出品された。 

## あらすじ
核戦争を恐れた4人の少年と1人の少女が、親や国を捨てて逃げようとする。舟を使って牧歌的な夢の島に行くことを計画するが、実行するための蓄えが十分にないため、犯罪によって必要な金額を得てもよいだろうと考える。

## キャスト
- アントワーヌ・バルペトレ - アルベール・デュトワ
- ベルナール・ブリエ - マルセル・ノブレ
- ジャック・シャバソル - ジャン
- クレマン・チェリ - フィリップ
- ロジェ・コジオ - ダニエル
- イザ・ミランダ - フランソワーズ・ブサール（フィリップの母）
- マリナ・ヴラディ - リリアーヌ